# Roger Mello
Roger Mello (Brasília, 20 de novembro de 1965) é um escritor, dramaturgo e ilustrador brasileiro.

## Biografia
Nascido em Brasília no ano de 1965, Mello formou-se no curso de desenho industrial e programação visual da Universidade do Estado do Rio de Janeiro (UERJ).
Iniciou sua carreira trabalhando com Ziraldo na revista "Zappin" e trabalhou também com desenhos animados.
Foi vencedor do Prêmio Internacional Hans Christian Andersen 2014, na categoria "Ilustrador", prêmio que é concedido pelo International Board on Books for Young People (IBBY), considerado o Prêmio Nobel da Literatura Infantil e Juvenil. A patrona do Prêmio é a Rainha Margrethe II da Dinamarca.
Em novembro de  2014, Roger recebeu o Chen Bochui International Children’s Literature Award como "melhor autor estrangeiro na China" e o livro “A Feather” com história de Cao WenXuan, ilustrado por Roger recebeu o prêmio: livro mais bonito do ano da China.
A exposição de Roger em setembro e outubro de 2014 no Seoul Arts Center, o mais prestigioso centro de artes da Coréia, foi um sucesso de público e crítica, com uma média de 1.300 visitantes por dia, mais de 100 artigos publicados e por volta de 2.000 blogues criados especificamente sobre a exposição. A mostra foi considerada uma das 10 melhores exposições em toda Coréia pelo jornal mais lido de Seul, figurando ao lado de exposições como as de Munch e Van Gogh.
Roger foi o autor da capa para o Annual Illustrators Catalog 2015 na Feira do Livro Infantil em Bolonha na Itália. Na Feira do Livro de Bolonha, 24 obras suas fizeram parte da exposição.
Mello já foi agraciado duas vezes com o Prêmio Jabuti - Infantil, uma em 2016 com o livro "Inês" e outra vez com o livro "Clarice". Fez críticas a gestão de Luiz Armando Bagolin sobre o prêmio e após isso recebeu comentários considerado homofóbicos por Mello. Bagolin escreveu que Mello estava fazendo “principalmente a defesa indefectível de seu amor [...] Afinal hoje é dia dos namorados. Beijo a vocês!”  O comentário foi visto como homofóbico no meio literário, o que gerou um desconforto sobre Bagolin, o que fez com que Luiz se demitisse do cargo de curador.

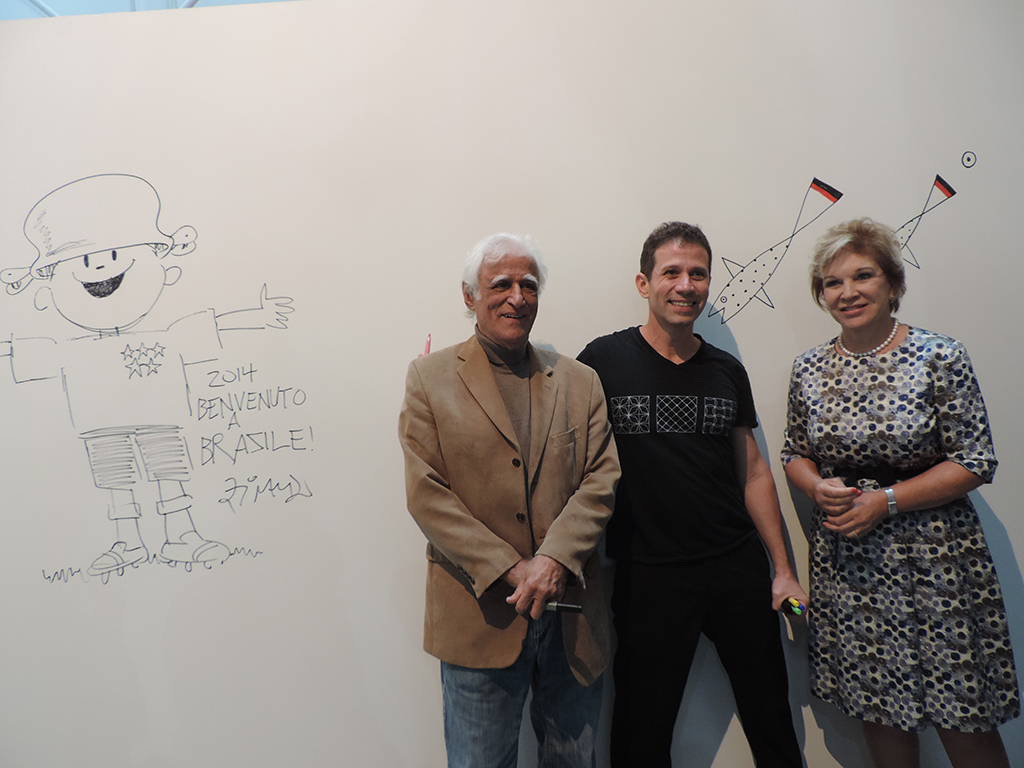
Ziraldo, Roger Mello e Marta Suplicy

Foi premiado pela Academia Brasileira de Letras (ABL) e, na União Brasileira dos Escritores (UBE), pelo conjunto de sua obra.  Além disso, participou de diversas feiras internacionais de livros como Catalunha, Roma, Frankfurt, Bolonha, Gotemburgo, Nova Iorque, Nova Deli, Pádua, Bogotá, Santo Domingo e Havana.
Seu livro "Meninos do Mangue" recebeu o prêmio internacional de melhor livro do ano da "Fondation Espace Enfants" realizado na Suíça em 2002.  Juntamente a outros autores brasileiros, foi homenageado no Escale Brésil do Salão de Montreuil na França em 2005. No mesmo ano, suas ilustrações sobre os versos populares do livro “Nau Catarineta” estiveram em exposição itinerante pelas bibliotecas de Paris. Três de seus livros (A Flor do Lado de Lá, Todo Cuidado é Pouco!, Meninos do Mangue) constaram da “lista de livros que toda criança deve ler antes de virar adulto”, publicada pela Folha de S.Paulo em 2007.
De janeiro a abril de 2013, as ilustrações de seu livro Jean Fil à Fil, publicado na França pela Editora MeMo, estiveram em exposição em La Maison des Contes et des Histoires. Também integrou o conjunto de autores brasileiros convidados a participar, em 2013, no Ano do Brasil na Feira do Livro de Frankfurt, com organização da Fundação Biblioteca Nacional.
O autor já teve livros publicados na França, Bélgica, Suíça, China, Coréia do Sul, Japão, Suécia, Dinamarca, Argentina e México.
Mello também é dramaturgo e escreveu peças como Uma História de Boto-Vermmelho, País dos mastodontes, Curupira, Elogio da Loucura (baseado na obra de Erasmo de Rotterdam), Meninos do Mangue e da criação da peça Entropia, os 4 últimos encenados no Teatro III do CCBB/RJ respectivamente nos anos de 1996, 2003, 2005 e 2008.
Venceu o prêmio Coca-Cola de Teatro Infantil (Melhor Texto) com Uma História de Boto–Vermelho. O curta Cavalhadas de Pirenópolis (dirigido por Adolfo Lachtermacher baseado em livro homônimo de Roger) foi selecionado para a mostra competitiva do Festival de Gramado. O roteiro de Meninos do Mangue (em parceria com Adolfo Lachtermacher) foi selecionado para o Laboratório SESC Rio de Roteiros para Cinema.
Assinou a direção arte do álbum da Cantora Soprano Ariadna Moreira - Uma Viagem a Ítaca, O álbum foi gravado na Casa Thomas Jefferson, em Brasília, no dia 07 de março de 2025.

## Vida pessoal
Roger Mello é casado com o especialista em literatura Volnei Carônica.

## Prêmios
- 2002 - Prêmio Jabuti (Melhor Livro Infantil e Melhor Ilustração) por Meninos do Mangue[30]
- 2002 - Fondation Espace Enfants[31] (Prêmio Internacional Melhor Livro Infantil do Ano)
- 2014 - Chen Bochui International Children’s Literature Award - melhor Autor Estrangeiro na China e o livro
- 2014 - Prêmio: Livro mais Bonito do Ano da China - “A Feather”, história de Cao WenXuan ilustrado por Roger Mello
- 2014 - Prémio Hans Christian Andersen[32][33]
- 2016 - Prêmio Jabuti (Melhor livro infantil)[10]
- 2019 - Prêmio Sylvia Orthof[34]